# Spletni iskalnik
Spletni iskalnik (tudi internetni iskalnik) je namenjen iskanju informacij na  spletu in FTP strežniku, katerih iskalni izidi so običajno prikazani v obliki seznama. Informacije so lahko sestavljene iz  spletne strani, slik in drugih podakovnih oblik. Nekateri iskalniki prikažejo informacije s pomočjo  podatkovnega rudarjenja, ki so dostopne v  podatkovnih bazah ali  spletnih adresarjih. V nasprotju s spletnimi adresarji, ki jih vzdržujejo ljudje, spletni iskalniki delujejo s pomočjo  algoritmov oziroma kombinacijo algoritmov in človeškega vnosa.
Iskanje informacij po spletnem prostoru lahko delimo tudi po geografskih razsežnostih: iskanje po svetu (Google), iskanje po posamezni državi (Najdi.si) ali pa lokalno iskanje (Raziskovalec.com). Pogosto so tudi spletni imeniki napačno imenovani iskalniki; od njih se razlikujejo po tem, da iščejo po vnaprej pripravljenih straneh s kratkim opisom. Spletni iskalniki namesto tega uporabljajo sezname vsebine, ki jih samodejno generirajo algoritmi za branje spletnih vsebin (t. i. pajki). Rezultate iskanja oboji predstavljajo v obliki seznama zadetkov, ki vsebuje povezave do najdenih spletnih strani, večpredstavnostnih datotek, lokacij na zemljevidu ipd.
Skoraj vsi iskalniki in imeniki omogočajo tudi napredno iskanje informacij. Tako iskalnik Najdi.si, kot iskalnik Google.com omogočata izbiro naslednjih iskalnih parametrov:
1. Najdi strani, ki vsebujejo vse besede,
2. Najdi strani, ki vsebujejo točno to besedno zvezo,
3. Najdi strani, ki vsebujejo vsaj eno izmed besed,
4. Najdi strani, ki ne vsebujejo besed,
5. Najdi le strani, ki so napisane v določenem jeziku (slovenščina, angleščina, ...),
6. Najdi le strani, ki so napisane v določenem formatu (HTML, doc, ppt, xls, ...),
7. Najdi le strani, ki so bile spremenjene v določenem obdobju

## Zgodovina treh najbolj uporabljenih iskalnikov

### Yahoo
Januarja leta 1994 sta Jerry Yang in David Filo podiplomska študenta   elektrotehnike na  Univerzi Stanford ustanovila spletno stran z imenom Davidov in Jerryev vodnik po svetovnem spletu. To je bil imenik drugih  spletnih strani, organiziranih v hierarhijo, v nasprotju z iskalniki, ki indeksirajo strani. Aprila 1994, je bil Davidov in Jerryev vodnik po svetovnem spletu preimenovan v Yahoo. Ime Yahoo je kratica za »Še en hierarhično naravnan ponudnik upravljanja podatkov« (angleško Yet Another Hierarchical Officious Oracle). Domena Yahoo.com je bila ustanovljena 18. januarja leta 1995. Nato se marca leta 1995 vključila v posel in srečala z več deset kapitalisti  Silicijeve doline. Na kar so se aprila leta 1995 dogovorili  za financiranje Yahooja  z začetno naložbo v višini skoraj 2 milijona dolarjev.  Yahoo je bil tako zelo uspešna mednarodna nevladna organizacija, katera je imela aprila leta 1996 skupno 49 zaposlenih.
Danes je Yahoo ena izmed vodilnih globalnih internetnih komunikacij, trgovin ter hkrati medijsko podjetje, katero ponuja celovito mrežo storitev za več kot 345 milijonov primerkov vsak mesec po vsem svetu. Kot prvi spletni navigacijski vodnik po spletu, je  www.yahoo.com  vodilni vodnik v smislu prometa, oglaševanja, gospodinjstva, kateri dosega poslovne uporabnike. Yahoo je številka 1 blagovnih znamk na internetu  in hkrati doseže največje občinstvo po vsem svetu. Podjetje ponuja spletno poslovanje in podjetniške storitve, zasnovane za povečanje  produktivnosti. Leta 2000 je Yahoo pričel uporabljati Google za rezultate iskanja. V naslednjih štirih letih so razvili svojo iskalno tehnologijo, katero so začeli uporabljati leta 2004. Yahoo je prav tako prenovil svoje poštne storitve, s čimer se je začelo  tekmovanje  z Google Gmail v letu 2007. Družba se je borila do 2008, z nekaterimi  velikimi odpuščanji. Istega leta meseca februarja so pri Microsoft Corporation naredili nenaročeno ponudbo za prevzem Yahoo-ja za 44.6 billionov dolarjev. Ponudbo so s strani Yahooja  nato uradno zavrnili za kar so trdili, da jih znatno podcenjujejo ter, da ta poteza ni bila v interesu njihovih delničarjev. Tri leta kasneje je imel Yahoo borzno kapitulacijo za 22.24 billionov. Januarja 2008 je soustanovitelja Jerrya Yanga nadomestil Carol Bartz.

### Google
Google je bil ustanovljen leta 1998, njegova ustanovitelja pa sta Larry Page in Sergey Brin, ki sta bila v tistem času študenta na  univerzi Stanford.
Page in  Brin sta skupaj delala na iskalniku Back Rub od leta 1996, vendar pa sta dobila vzpodbudo od soustanovitelja  Yahooja David Fila  in se odločila, da leta 1998 ustanovita podjetje, katerega začetki so se pričeli v prijateljevi garaži. 
Takrat je bil Google še v  alfa fazi, število indeksiranih strani je bilo samo 25 milijonov, dnevnih iskanj pa je bilo 10,000. Popularnost iskalnika se je višala predvsem z ustnim izročilom ter z vračanjem obiskovalcev, saj so bili ti zadovoljni z rezultati iskanj.
Google je napravil velik korak naprej leta 2000, ko je zamenjal Inktomi kot ponudnika dodatnega iskanja na  Yahooju. Za tem je ponudil iskanje še  AOLu,  Netscapu,  Freeserveu ter  BBCju. To je Googlu dalo izjemno pokritost iskanj. Posledično mu je narastel ugled in kmalu je postal eden najbolj zanesljivih in natančnih iskalnikov.
Kljub prekinitvi sodelovanja z  Yahoojem leta 2004 je Google še povečal svoj vpliv na  internetu. Globalno dominacijo so povečali z razvojem lokalnih verzij iskalnika. Aktivno je razvijal tudi različna iskanja kot so iskanje novic, slik, izdelkov  (Froogle) in lokalna iskanja. Usmeril se je v to, da postane glavni ponudnik računalniških storitev in iz prestola vrže Microsoft. V ta namen so razvili produkte kot so e-poštno storitev gmail, Google earth, Google talk (VoIP storitev), Google base in Google book search.
Google je vsekakor postal sinonim za iskanje, poleg tega pa ima tudi mesto v slovarju za glagol »to google«. Širjenje in integracija različnih Googlovih storitev ga je naredila dominantnega v  spletnem trgu. Za mnoge strani pa je Google glavni vir obiskovalcev in je tako glavna tarča za rangiranje, saj ob dobri poziciji na iskalniku dobiš občutno več obiska na spletno stran.

### Bing
Bing (predhodno poimenovan »Live Search, Windows Live Search, MSN Search«) je trenutni Microsoft-ov spletni iskalnik (oglaševan kot motor odločitve). Predstavil ga je Mikrosoftov glavni izvršni direktor 28. maja leta 2009, na konferenci Vse digitalne stvari v San Diegu. V celoti se je na spletu pojavil 3. junija leta 2009, predhodno verzijo so pa predstavili 1. junija leta 2009, na kar je v prvih tednih Bing uspešno pridobival tržni delež. Pomembne spremembe vključujejo zapisovanje iskalnih poizvedb v realnem času, tako kot so vnesene in tako je bila dodana lista sorodnih iskanj, ki bazira na semantični oziroma pomenski  tehnologiji iz  Powerseta, ki ga je Microsoft kupil leta 2008. Leta 2009, natančneje 29. julija sta Microsoft in Yahoo oznanila dogovor, s katerim bo Bing poganjal Yahoojev iskalnik.
MSN iskalnik je bil prvič lansiran jeseni leta 1998 in je uporabljal iskalne zadetke iz  Inktomija. V začetku leta 1999 je MSN iskalnik lansiral različico, ki je prikazovala oglase iz Looksmarta, kateri so bili pomešani skupaj z zadetki iz  Inkomija, razen kratkega obdobja leta 1999, ko so namesto teh uporabljali zadetke iz  AltaViste. Od takrat je Microsoft nadgradil MSN iskalnik in s tem omogočil lasten vgrajen iskalnik rezultatov in indeks, ki se posodablja tedensko ali celo dnevno. Nadgradnja se je začela kot beta program novembra leta 2004 (na podlagi več letnih raziskav) in prišla iz bete februarja leta 2005.
Prvi javni beta Windows Live Search je bil predstavljen  8. marca leta 2006, z dokončno sprostitvijo 11. septembra leta 2006 ter s tem nadomestil MSN iskalnik.  Kot prizadevanje za  ustvariti novo identiteto iskanja Microsoft-ovih storitev, je bil Live Search uradno nadomeščen z Bing-om 3. junij leta 2009. Tako sta se Microsoft in Yahoo dogovorila za 10- letno sodelovanje, v katerem bo Yahoo iskalnik nadomeščen z Bingom.

## Delovanje spletnega iskalnika
Spletni iskalniki so dokaj kompleksni programi. Če na kratko povzamemo, so sestavljeni iz treh delov:
- Spletni robot ali pajek (angleško »web crawler« oz. »spider«), ki išče in zapiše spletne strani v svojo bazo.
- Indekser ali kazalnik (angleško »indexer«), ki indeksira vsako besedo na posamezni spletni strani in jo shrani v poseben register, kjer so povezane besede in spletne strani.
- Iskalni procesor (angleško »query processor«), ki primerja vaše iskalne nize z registrom shranjenih besed in predlaga najbolj ustrezno spletno stran.

Spletni roboti oz. pajki so neke vrste izvidniki za spletne iskalnike, z namenom iskanja in odkrivanja spletnih strani na  internetu. Ko  spletno stran najdejo, se vklopijo indekserji oz. kazalniki, ki indeksirajo najdeno  spletno mesto. Tehnično  spletni roboti delujejo tako, da pošljejo spletnim  strežnikom ukaz oz. željo za spletno stran, ki jo dotični strežnik gosti, jo posnamejo in pošljejo kazalniku v nadaljnjo obravnavo. Pajki tako tudi iščejo različne spletne povezave ( HTMLjeva nadbesedila in tako sprotno pridobivajo nove  spletne naslove za obdelavo.   Administratorji se teh nezaželenih robotov lahko ubranijo s posebnimi  programi oz. ukazi (kot so robots.txt), v katerem je HTML koda, ki robotu prepove oz. mu prepreči pridobitev povratne informacije o  spletnem mestu. Drugače pa lahko vsak administrator prijavi svojo spletno stran preko iskalnika, kjer nato iskalnikov robot pregleda listo dodanih spletnih strani in jih tako indeksira.
Indekserji oz. kazalniki od  spletnih robotov prejmejo celotne spletne strani v obdelavo, kjer indeksirajo oz. shranijo vsako besedo, ki se pojavi na obdelanem  spletnem mestu. Besede se shranijo v obratnem vrstnem redu abecedno. Vsak indeks ima eno besedo, seznam dokumentov  kjer se dotična beseda pojavi in v nekaterih primerih tudi lokacijo v tekstu, kjer se ta beseda nahaja. Za boljše, natančnejše in hitrejše iskanje, spletni iskalniki eliminirajo besede kot so »in«, »za«, »pri«, »je«, katere poimenujejo »odvečne besede« oziroma angleško: stop words. Te besede so nepomembne pri iskanju, zato jih lahko varno prezrejo v primeru iskanja.
Iskalni procesor je najbolj sofisticiran sistem znotraj spletnega iskalnika. Tehnično vsebuje nekaj nivojev, kot so uporabniški vmesnik za iskanje (polje za vpis iskane besede), nadaljnje podprogram, ki oceni vpisano iskalno besedo in jo primerja z bazo kazalnika in relevantnimi dokumenti in jo nato prikaže v vmesniku, ki uporabniku izpiše predlagane  spletne strani. Polje za vpis iskalne besede in uporabniški vmesnik za prikaz najdenih rezultatov se od enega spletnega iskalnika do drugega razlikujejo predvsem v točnosti in dodatnih funkcijah (angleško advanced search options), ki s pomočjo drugih nivojev še dodatno filtrirajo iskane spletne besede in tako lahko ponudijo še bolj točne rezultate. Največja razlika med načini iskanja v različnih spletnih iskalnikih se kaže v postopkih računanja relevantnosti iskane besede. Večina jih računa na podlagi  statistične obdelave besed, drugi jih filtrirajo na podlagi drugih spletnih povezav, ki kažejo na iskano besedo in tako na iskano spletno stran. Ti postopki so zapisani v  algoritmih. Administratorji spletnih iskalnikov vseskozi nadgrajujejo in spreminjajo algoritme, ki izvajajo preračunavanje relevantnosti besed in tako jim omogočajo še večjo natančnost.

## Primerjava spletnih iskalnikov v tabeli po določenih kriterijih
|                                                                | Google                                                                            | Bing                                                          | Yahoo                                                                              |
| -------------------------------------------------------------- | --------------------------------------------------------------------------------- | ------------------------------------------------------------- | ---------------------------------------------------------------------------------- |
| Leto lansiranja na splet                                       | 1998                                                                              | 2009 (pred tem MSN search 1998)                               | 1995                                                                               |
| Pozitivne lastnosti                                            | Hitrost, rangiranje relevantnih zadetkov, uporabniki lahko razlikujejo med oglasi | Rangiranje po pomembnosti zadetka, prilagodljivost uporabniku | Rangiranje po pomembnosti zadetka, zelo prilagodljiv, bližnjice za pogosta iskanja |
| Negativne lastnosti                                            | Pomanjkljivi zadetki                                                              | Omejene iskalne lastnosti                                     | Precejšna nepreglednosti zaradi strjenega vmesnika                                 |
| Poglobljeno iskanje zadetkov                                   | Da                                                                                | Ne                                                            | Da                                                                                 |
| Povezava do poglobljenega iskanja zadetkov na zacetni strani   | Da                                                                                | Ne                                                            | Ne                                                                                 |
| Iskanje zadetkov tudi znotraj knjig                            | Da (books.google)                                                                 | Ne                                                            | Ne                                                                                 |
| Interaktivna domaca stran iskalnika s strani uporabnika        | Da (Igoogle)                                                                      | Ne                                                            | Ne                                                                                 |
| Interaktivna domača stran s strani ponudnika spletnega iskanja | Ne                                                                                | Ne                                                            | Da                                                                                 |
| Interaktivna domača stran s strani ponudnika spletnega iskanja | Ne                                                                                | Ne                                                            | Da                                                                                 |
| Elektronski poštni predal                                      | Da (mail.google)                                                                  | Ne                                                            | Da (Yahoo-mail)                                                                    |
| Prilagajanje spletnega iskanja                                 | Ne                                                                                | Ne                                                            | Da (Yahoo!Preference)                                                              |
| Varno iskanje (opozarjanje na viruse, nadležna pošta, spyware) | Da (SearchScan)                                                                   | Ne                                                            | Da (SearchScan)                                                                    |
| Vertikalno iskanje zadetkov                                    | Da (slike, video, novice, splet)                                                  | Da (slike, video, novice, splet)                              | Da (YahooJobs, YahooImages, YahooSports)                                           |
| Formati strani, ki se prikazujejo med zadetki                  | PDF, Excel tabele, PowerPoint, Word dokumenti, RSS/XML and text datoteke          | XML, PDF, Word dokumenti, text datoteke                       | PDF, Excel tabele, PowerPoint, Word dokumenti, RSS/XML, text datoteke              |
| Možnost uporabe v drugih jezikih                               | Da (52 razlicnih jezikov)                                                         | Da (40 razlicnih jezikov)                                     | Da (40 razlicnih jezikov)                                                          |
| Mobilna verzija iskalnika                                      | Da (Google Mobile)                                                                | Da                                                            | Ne                                                                                 |
| Oglaševanje med zadetki                                        | Da                                                                                | Ne                                                            | Ne                                                                                 |
| Neposredne zunanje povezave                                    | Da (wikipedia)                                                                    | Ne                                                            | Ne                                                                                 |
| Vprašanja in odgovori (Q & A)                                  | Ne                                                                                | Da                                                            | Da                                                                                 |
| Komercialna stran                                              | Da                                                                                | Da                                                            | Da                                                                                 |